# Maximilian von Weisse
Maximilian von Weisse, född 16 oktober 1798 i Ladendorf, Niederösterreich, död 10 oktober 1863 i Wels, Österrike, var en österrikisk astronom, som först var assistent vid observatoriet i Wien och 1825-61 direktor för observatoriet i Kraków. Han gav ut två band stjärnkataloger: Positiones mediæ stellarum fixarum in zonis Regiomontanis a Besselio inter – 15° et + 45° declinationis observatarum ad A. 1825 reductæ (Sankt Petersburg 1846, 1863).

## Biografi
Efter att ha studerat juridik vid Wiens akademiska gymnasium studerade Weisse juridik fram till sin doktorsexamen 1822. På sin fritid utbildade han sig i matematik och skaffade sig kännedom om astronomi. År 1823 blev han assistent vid universitetsobservatoriet i Wien och 1825 professor i astronomi vid Jagiellonen Universität i Krakow och chef för observatoriet där. När han tillträdde sina uppdrag promoverades han till filosofie doktor. Han gick i pension 1861 och dog 1863 av en sjukdom i buken.

## Vetenskapligt arbete
Weisse publicerade planetariska tabeller, arbetar med astronomisk tids- och avståndsbestämning samt observationer av asteroider. Hans viktigaste astronomiska verk är en tvådelad stjärnkatalog, som skapades på grundval av de zonobservationer som Friedrich Wilhelm Bessel utförde vid Königsbergobservatoriet. På grund av den oklara politiska situationen i den upplösta republiken Krakow kom den första delen ut 1846 i Sankt Petersburg med ett förord av Friedrich Georg Wilhelm Struve som en publikation av Ryska Vetenskapsakademin. Den uppföljande delen kom ut 1863. 
Weisse tillhandahöll också många arbeten om geomagnetism och meteorologi, såsom tabeller för omvandling av meteorologiska data.